# Who Feels Love?
"Who Feels Love?" är en låt av Oasis, utgiven som singel i april 2000 från albumet Standing on the Shoulder of Giants. Singeln nådde fjärde plats på UK Singles Chart.
Musikvideon filmades i Death Valley i Kalifornien.

## Medverkande
Oasis
- Liam Gallagher – sång
- Noel Gallagher – elgitarr, akustisk gitarr, bakgrundssång
- Alan White – trummor, percussion

Övriga
- Paul Stacey – keyboard, Minimoog, basgitarr